# 石密
石密（学名：Alphonsea mollis）为番荔枝科藤春属的植物，是中国的特有植物。分布在中国大陆的广东、广西、云南等地，生长于海拔640米至1,000米的地区，多生长在山地常绿林中，目前尚未由人工引种栽培。
其种加词“mollis ”意为“柔软的”。

## 别名
毡衡（海南黎语）；嚜林磨（广西）；毛阿芳（海南植物志）；毛叶阿芳（中国树木分类学）